# Tower of Evil
Tower of Evil (ook bekend als Horror on Snape Island en Beyond the Fog) is een Britse horrorfilm uit 1972, geregisseerd en geschreven door Jim O'Connolly. De hoofdrollen worden vertolkt door Bryant Haliday en Jill Haworth.
De film leverde een belangrijke bijdrage aan de explosie van exploitatiehorrorfilms in de vroege jaren 1970. Het weerspiegelt de verschuiving in de Britse horror van klassieke gotische stijlen naar meer grimmige, hedendaagse verhalen, wat het een voorbeeld maakt van de overgang naar slasherfilms. Hoewel aanvankelijk afgewezen door critici, heeft de film door de jaren heen een cultstatus verworven en wordt het nu beschouwd als een invloedrijk, verborgen pareltje in het genre.

## Verhaal
Op een nacht bereikt een boot Snape Island, waar twee zeelieden een afgesneden hand en een aantal dode lichamen vinden in een vuurtoren. Ze ontdekken een jonge vrouw, Penny, die in shock verkeert en uiteindelijk een van de zeelieden doodt. Later vertelt Penny haar verhaal, waarin ze onthult dat ze samen met haar vrienden naar het eiland kwam om een schat te zoeken. Een groep wetenschappers, bestaande uit vijf mannen en twee vrouwen, besluit het eiland te bezoeken, dat vol schatten ligt. De groep landt op het eiland, maar merkt dat er geen leven meer te vinden is.
Ze ontdekken geheimen over de kapitein van de boot, die zijn overleden familieleden op het eiland had verloren. Terwijl ze het eiland verder verkennen, horen ze vreemde geluiden en besluiten ze zich op te splitsen. Twee wetenschappers ontdekken dat de boot is opgeblazen en dat de moordenaar hen achterna zit. De kapitein bekent dat zijn broer, Saul, nog steeds op het eiland leeft in de grotten. 
De wetenschappers zoeken Saul, maar worden één voor één aangevallen. Uiteindelijk komt het tot een bloederige confrontatie in de grotten en de vuurtoren. Saul wordt gedood, maar niet voordat er nog meer slachtoffers vallen. Het eiland wordt in brand gestoken, en de overlevenden ontsnappen terwijl de zelfvernietiging van het eiland voortgaat.

## Rolverdeling
| Acteur              | Personage           |
| ------------------- | ------------------- |
| Bryant Haliday      | Evan Brent          |
| Jill Haworth        | Rose Mason          |
| Anna Palk           | Nora Winthrop       |
| William Lucas       | Superintendent Hawk |
| Anthony Valentine   | Dr. Simpson         |
| Jack Watson         | Hamp Gurney         |
| Mark Edwards        | Adam                |
| Derek Fowlds        | Dan Winthrop        |
| John Hamill         | Gary                |
| Gary Hamilton       | Brom                |
| Candace Glendenning | Penny Read          |
| Seretta Wilson      | Mae                 |
| Dennis Price        | Laurence Bakewell   |
| George Coulouris    | John Gurney         |
| Robin Askwith       | Des                 |
| Frederic Abbott     | Saul Gurney         |
| Mark McBride        | Michael Gurney      |
| Marianne Stone      | Verpleegster        |